# Sonkajärvi (sjö i Lappland, lat 66,62, long 25,23)
Sonkajärvi är en sjö i Finland. Den ligger i kommunen Rovaniemi i landskapet Lappland, i den norra delen av landet, 700 km norr om huvudstaden Helsingfors. Sonkajärvi ligger 102,1 meter över havet. Den är 11,5 meter djup. Arean är 3,13 kvadratkilometer och strandlinjen är 13,05 kilometer lång. Sjön  ingår i Kemi älvs huvudavrinningsområde.   Den sträcker sig 2,7 kilometer i nord-sydlig riktning, och 3,5 kilometer i öst-västlig riktning.
I övrigt finns följande i Sonkajärvi:
- Sonkasaari (en ö)